# Ring 1 (Aarhus)
 For alternative betydninger, se Ring 1. (Se også artikler, som begynder med Ring 1)
Ring 1 (O1), også kaldt Ringgaden er en ringvej, der fører uden om det centrale Aarhus.
Gaden varierer i størrelse hele vejen rundt om midtbyen. Da Aarhus ligger ud til kysten dækker Ringgaden kun i nord, vest og syd. Den går mellem Trøjborg og Aarhus N i nord; Vesterbro, Aarhus V og Åbyhøj i vest og Frederiksbjerg og Langenæs i syd. Der bor omkring 88.000 indbyggere indenfor Ringgaden[kilde mangler] som dækker hele Aarhus C plus lidt af Aarhus N.
Ringgaden blev planlagt som en ring omkring den daværende by og skulle dels sikre en forbindelse mellem de fremtidige ydre bydele, dels lede den gennemgående landevejstrafik uden om bymidten. Selve anlæggelsen af Ringgaden skete i flere etaper, og i starten bestod den midlertidigt af en 6 m bred chaussébelagt vejbane. Med Aarhus' kraftige udvidelse, blev det med tiden nødvendigt med endnu en ringvej og Ringvejen (Ring 2 eller O2) blev bygget.

## Linjeføring
Ringgaden er delt op i tre. I nord, hvor den kun er tosporet hedder den Nordre Ringgade. Nordre Ringgade strækker sig fra Grenåvej ved Marienlund i nord til Langelandsgade i nordvest. Herefter ændrer den navn til Vestre Ringgade og er sekssporet til Silkeborgvej, hvorefter den er firesporet. Vestre Ringgade slutter i sydvest ved Ringgadebroen. På sydsiden af broen fortsætter den som Søndre Ringgade gennem Frederiksbjerg. Ringgaden er kendetegnet ved at der er meget tæt byggeri helt op til gaden som randbebyggelse. Meget af byggeriet er bygget i tiden omkring 2. verdenskrig bl.a. Viborggården der ligger ved det gamle Amtsygehus. Søndre Ringgade krydser Skanderborgvej på Harald Jensens Plads. Den allersydligste del af vejen består af Marselis Boulevard, som har fået titlen som ringgade.

## Nordre Ringgade og Vestre Ringgade
Aarhus Byråd iværksatte i 1919 en idékonkurrence med henblik på at udarbejde et forslag til en byplan. Forslaget til planen bestod blandt andet i et ringgadesystem til aflastning af Midtbyens trafik. Et lille stykke af den kommende Nordre Ringgade frem til Skovvangsvej blev i 1923-24 anlagt i forlængelse af Mylius Erichsens Vej, og i 1927 vedtog man i Byrådet at føre vejstrækningen videre frem til Aldersrovej, selvom forhandlinger med grundejerne langs Herambsgade (anlagt i 1902 mellem Finsensgade og Aldersrovej) besværliggjorde processen.
Alligevel blev både Nordre Ringgade og Vestre Ringgade navngivet i 1931, og i 1937-38 anlagdes første etape fra Randersvej til Finsensgade i sin endelige udformning, dvs. 25 meter bred med fortove og cykelstier langs siderne og rabatter med allétræer mellem cykelstier og kørebanerne. 

## Søndre Ringgade
Den sydlige del af Ringgaden blev anlagt i perioden 1925-29 og navngivet som den nordre- og vestre del i 1931. Den strækker sig fra Søren Frichs Vej til Marselis Boulevard. Gadens anlæg følger nøje den af ingeniør Charles Ambt og arkitekt Hack Kampmann udarbejdede byplan fra 1898. Denne udgør en central del af den bevidste og ret storslåede plan, som det i hovedtrækkene lykkedes byen at gennemføre.
Midter- og side rabatten af Søndre Ringgade har bevaret beplantning med kastanje (Aesculus rubicunla), birk (Betula) og elm (Ulnus glabra) fra perioden 1934-39. 
- Ringgaden set mod sydvest fra Bogtårnet på Statsbiblioteket
- Ringgaden set mod nordøst mod krydset med Randersvej
- Søndre Ringgade mellem Langenæs og Frederiksbjerg.